# Alan Campbell (politiker)
Alan Campbell, född 8 juli 1957 i Consett i Durham, är en brittisk politiker (Labour). Han är ledamot av underhuset för Tynemouth sedan 1997. Sedan 5 juli 2024 är han Parliamentary Secretary to the Treasury och chefsinpiskare (Chief Whip) för Keir Starmers labourregering.
- Rt Hon Sir Alan Campbell MP as Parliamentary Secretary to the Treasury (Chief Whip);